# Aleksandar Jovanovic

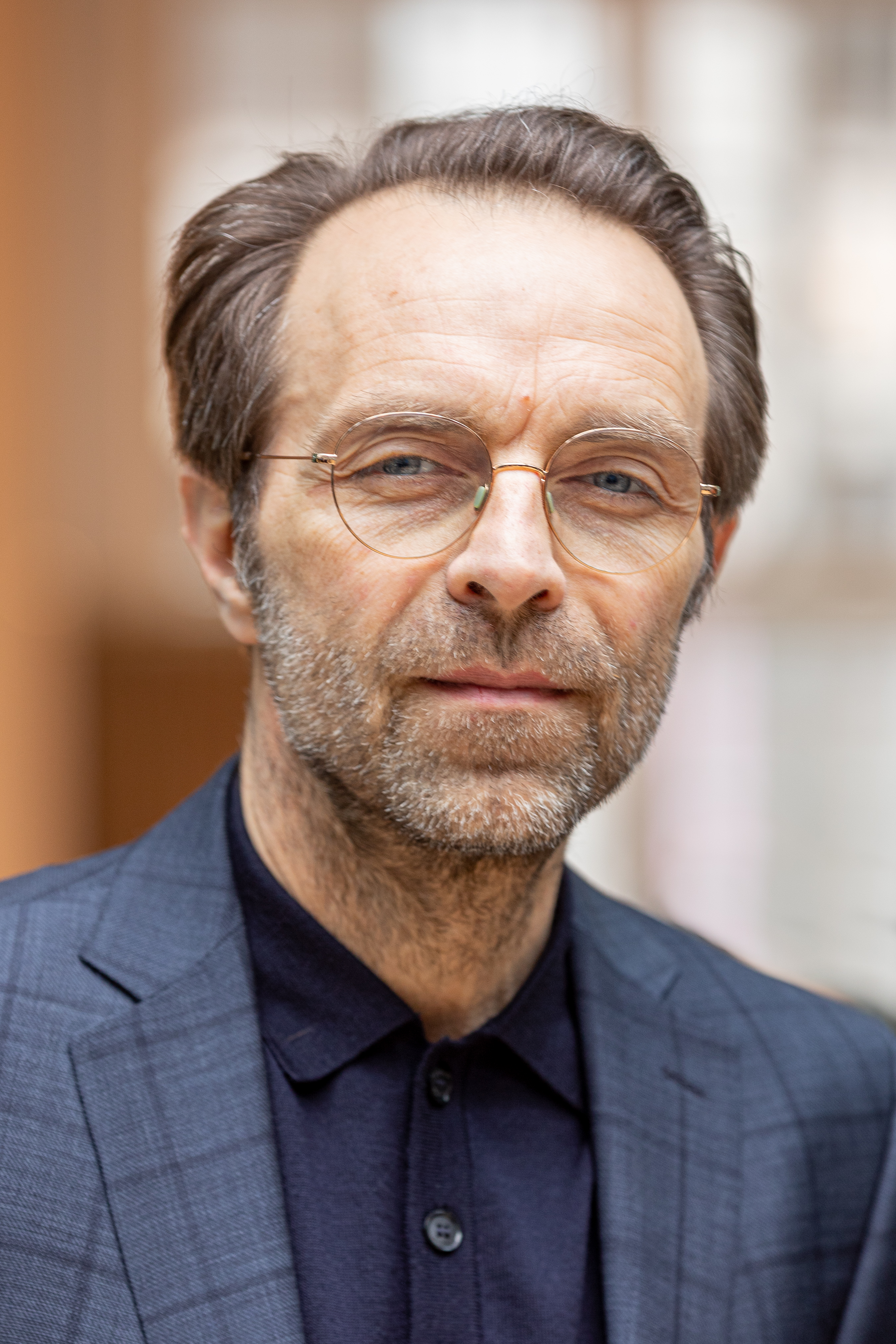
Aleksandar Jovanovic, 2020

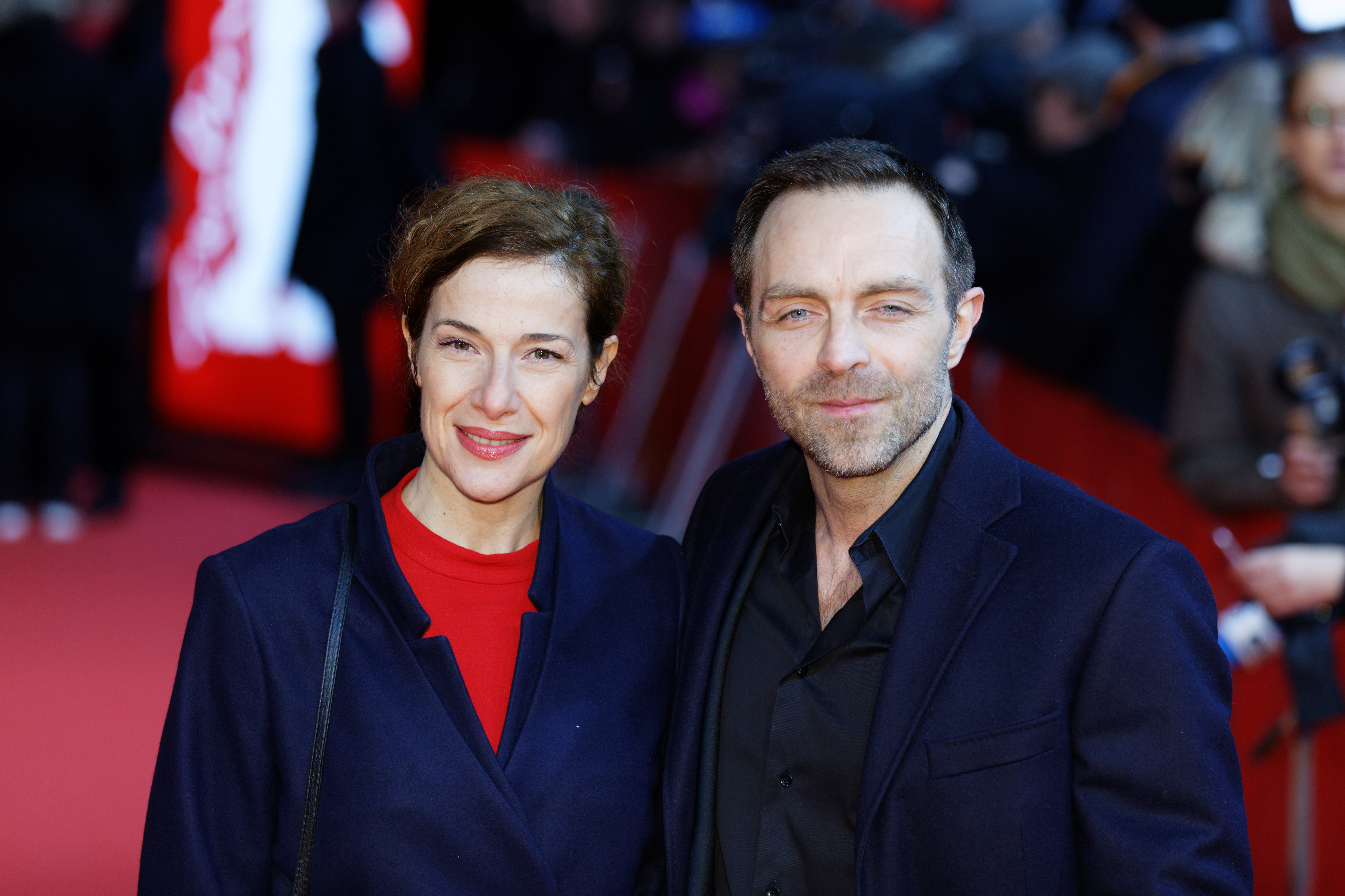
Aleksandar Jovanovic mit seiner Frau Clelia Sarto, 2017

Aleksandar Jovanovic (* 4. Mai 1971 in Rottweil) ist ein deutscher Schauspieler. Einem breiten Publikum wurde er 1998 durch Fatih Akins Filmdrama Kurz und schmerzlos bekannt.

## Leben und Karriere
Aleksandar „Alex“ Jovanović absolvierte seine Ausbildung an der Stage School Hamburg mit Schwerpunkt Schauspiel und Tanz, die er 1997 abschloss. Danach qualifizierte er sich weiter in New York, Toronto und Berlin. Bekannt wurde er einem breiten Publikum 1998 durch das Filmdrama Kurz und schmerzlos von Fatih Akin. Seitdem ist er regelmäßig in deutschen Film- und Fernsehproduktionen zu sehen, z. B. in der Rolle des korrupten Geschäftsführers Viktor Drakic in der ARD-Krimireihe Commissario Laurenti (2006) oder in einer der Hauptrollen der 2007er Neuverfilmung von Die Schatzinsel. 
In dem 2016 angelaufenen Actionfilm Collide von Eran Creevy hatte Jovanovic eine Nebenrolle und im selben Jahr im Weihnachtsspecial Die Rückkehr von Doctor Mysterio der britischen Science-Fiction-Fernsehserie Doctor Who. Seit 2020 verkörpert er an der Seite von Christina Athenstädt den Staatsanwalt Rudi Ilic in der ARD-Fernsehserie Die Heiland – Wir sind Anwalt.
Er ist auch als Musicaldarsteller aktiv, u. a. im Bochumer Rollschuhmusical Starlight Express, in Grease und der Rocky Horror Show. Zudem betätigt er sich selbst als Kurzfilmregisseur und unterrichtet als Gastdozent an der Theater Akademie Stuttgart. Jovanovic ist mit der Schauspielerin Clelia Sarto verheiratet und hat mit ihr eine Tochter.

## Filmografie
- 1997: Jugofilm
- 1998: Kurz und schmerzlos
- 1999: Der Tod in deinen Augen
- 1999: Balko (Fernsehserie, Folge Dinojagd)
- 1999: Der Puma – Kämpfer mit Herz (Fernsehserie, Pilotfilm)
- 1999: Tatort: Starkbier (Fernsehreihe)
- 2000: Und morgen geht die Sonne wieder auf
- 2000: Die Cleveren (Fernsehserie, Folge Killer im Netz)
- 2000: Falling Rocks
- 2000: All’arrabiata – Eine kochende Leidenschaft
- 2000: Honolulu
- 2001: Sperling – Sperling und das letzte Tabu (Fernsehreihe)
- 2001: Ein starkes Team – Der schöne Tod (Fernsehreihe)
- 2001: Die Manns (Fernsehdreiteiler, Teil 3)
- 2002: Die Frauenversteher – Männer unter sich
- 2002: Das Geheimnis des Lebens
- 2002: Polizeiruf 110: Um Kopf und Kragen (Fernsehreihe)
- 2002: Die achte Todsünde: Toskana-Karussell
- 2003: Sternzeichen
- 2003, 2007: Im Namen des Gesetzes (Fernsehserie, verschiedene Rollen, 2 Folgen)
- 2003, 2011: SOKO Köln (Fernsehserie, verschiedene Rollen, 2 Folgen)
- 2004: Italiener und andere Süßigkeiten
- 2004: Unter Verdacht – Beste Freunde (Fernsehreihe)
- 2004–2013: Alarm für Cobra 11 – Die Autobahnpolizei (Fernsehserie, verschiedene Rollen, 3 Folgen)
- 2005: SOKO München (Fernsehserie, Folge Tod eines Diebes)
- 2005: Die unlösbaren Fälle des Herrn Sand
- 2005: Wolffs Revier (Fernsehserie, Folge Kurzschluss)
- 2005: Plötzlich berühmt
- 2005: Nachtasyl
- 2005: Feuer
- 2005:  Die schlafende Schöne
- 2006: Commissario Laurenti – Gib jedem seinen eigenen Tod (Fernsehreihe)
- 2006: Tatort: Das ewig Böse
- 2007: Ein Fall für zwei (Fernsehserie, Folge Mord im Zoo)
- 2007: Die Schatzinsel
- 2007: Die Gerichtsmedizinerin (Fernsehserie, Folge Namenlos)
- 2007: Polizeiruf 110: Verstoßen
- 2008: Die Anwälte (Fernsehserie, Folge Selbstjustiz)
- 2008: Tatort: Der tote Chinese
- 2009: Für meine Kinder tu’ ich alles
- 2009: Résiste – Aufstand der Praktikanten
- 2009: Wilsberg – Oh du tödliche... (Fernsehreihe)
- 2009, 2012: Küstenwache (Fernsehserie, verschiedene Rollen, 2 Folgen)
- 2010: C.I.S. – Chaoten im Sondereinsatz
- 2011: Alles was recht ist – Väter, Töchter, Söhne
- 2011: Polizeiruf 110: Feindbild
- 2011: SOKO Donau (Fernsehserie, Folge Der Austausch)
- 2011: Großstadtrevier (Fernsehserie, Folge Die Versuchung)
- 2011, 2015: SOKO Stuttgart (Fernsehserie, verschiedene Rollen, 2 Folgen)
- 2012: Notruf Hafenkante (Fernsehserie, Folge Das 1 x 1 des guten Tons)
- 2012: Der Mann, der alles kann
- 2012: Schutzengel
- 2012: Das Leben ist nichts für Feiglinge
- 2012: Tatort: Alles hat seinen Preis
- 2012: Deckname Luna
- 2013: Letzte Spur Berlin (Fernsehserie, Folge Zenit)
- 2013: Rendezvous (Kurzfilm)
- 2014: Der Knastarzt (Fernsehserie, 6 Folgen)
- 2014: Der Kriminalist (Fernsehserie, Folge Ums Leben betrogen)
- 2015: Winnetous Sohn
- 2015: Die Kanzlei (Fernsehserie, Folge Auf der Suche)
- 2015: Helen Dorn – Der Pakt (Fernsehreihe)
- 2015: Dr. Klein (Fernsehserie, Folge Bedürfnisse)
- 2016: Unter Wölfen
- 2016: Auf kurze Distanz
- 2016: Collide
- 2016: Die versunkene Stadt Z (The Lost City of Z)
- 2016: Tempel (Fernsehserie, 6 Folgen)
- 2016: Doctor Who (Fernsehserie, Folge Die Rückkehr von Doctor Mysterio (The Return of Doctor Mysterio))
- 2016–2020: Der Kroatien-Krimi (Fernsehreihe)
  - 2016: Der Teufel von Split
  - 2016: Tod einer Legende
  - 2018:  Mord auf Vis
  - 2018:  Messer am Hals
  - 2019: Der Mädchenmörder von Krac
  - 2019: Der Henker
  - 2020: Tote Mädchen
- 2017: You Are Wanted (Fernsehserie, 4 Folgen)
- 2017: Tatort: Gott ist auch nur ein Mensch
- 2018: Steig. Nicht. Aus!
- 2018: Titan – Evolve or Die (The Titan)
- 2018: Tatort: Wer jetzt allein ist
- 2018: jerks.
- 2018: Kalte Füße
- 2018–2019: Arctic Circle – Der unsichtbare Tod (Fernsehserie)
- 2019: Fast perfekt verliebt
- 2019: Das Wichtigste im Leben (Fernsehserie)
- 2019: Wild Bill (Fernsehserie, 4 Folgen)
- 2019: Gipsy Queen
- 2019: The Good Liar – Das alte Böse (The Good Liar)
- seit 2020: Die Heiland – Wir sind Anwalt (Fernsehserie)
- 2020: Spides (Fernsehserie, 8 Folgen)
- 2020: Liebe. Jetzt! (Fernsehserie, Folge 1x06)
- 2021: Fly
- 2021: Sarah Kohr – Stiller Tod
- 2022: Polizeiruf 110: Keiner von uns
- 2022: Das Begräbnis (Fernsehserie)
- 2022: Souls (Fernsehserie)
- 2022: Kranitz – Bei Trennung Geld zurück (Fernsehserie, eine Folge)
- 2023: Doppelhaushälfte (Fernsehserie, Folge 9: Frida)

## Auszeichnungen
- 1998: Adolf-Grimme-Preis für Kurz und schmerzlos
- 1998: Locarno International Film Festival, Bester Darsteller
- 1998: Filmfest Anger, Bester Darsteller
- 2010: Nominierung Deutscher Comedypreis für C.I.S. – Chaoten im Sondereinsatz
- 2013: Auszeichnung Erster Gang für den besten mittellangen Kurzfilm beim Kinofest Lünen für Buch, Regie und Produktion von Mit Du